# Asola (Vantaa)
Asola est un quartier du district de Koivukylä à Vantaa en Finlande.

## Description
Le quartier est bordé par Korso au nord, Koivukylä au sud, la Ligne d'Helsinki à Tampere et Rekola à l'est, et Ilola à l'ouest.
La voie Asolanväylä orientée sud-nord et allant de Tikkurila à Korso traverse Asola,.
L'hôpital de Peijas, qui fait partie de l'hôpital central universitaire d'Helsinki (HYKS), est situé à Asola.
Il dessert les habitants de Vantaa et de Kerava.
Le centre commercial Koivukeskus à côté de la gare de Koivukylä est aussi situé à Asola.

## Galerie

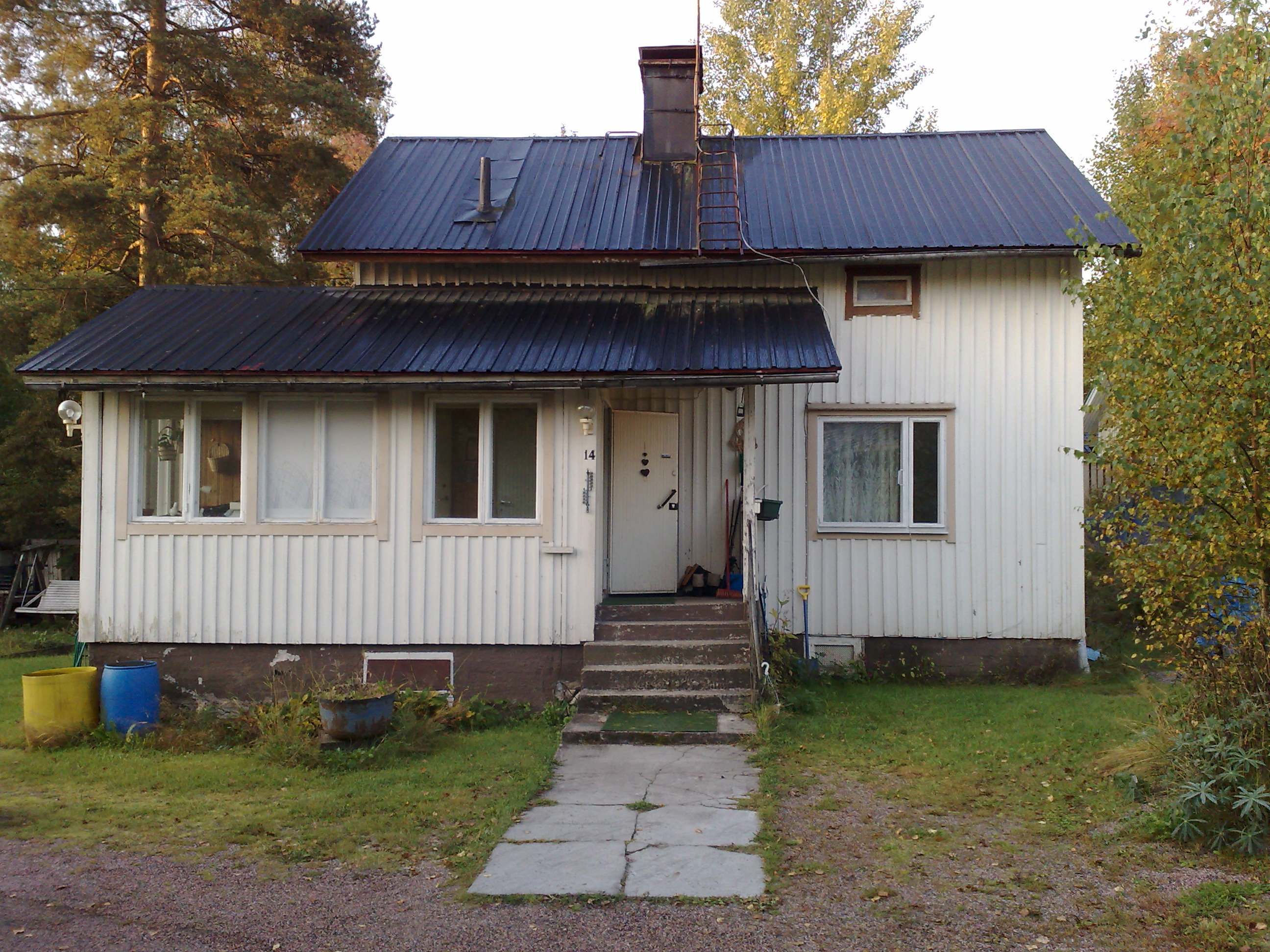
Maisons d'anciens combattants.
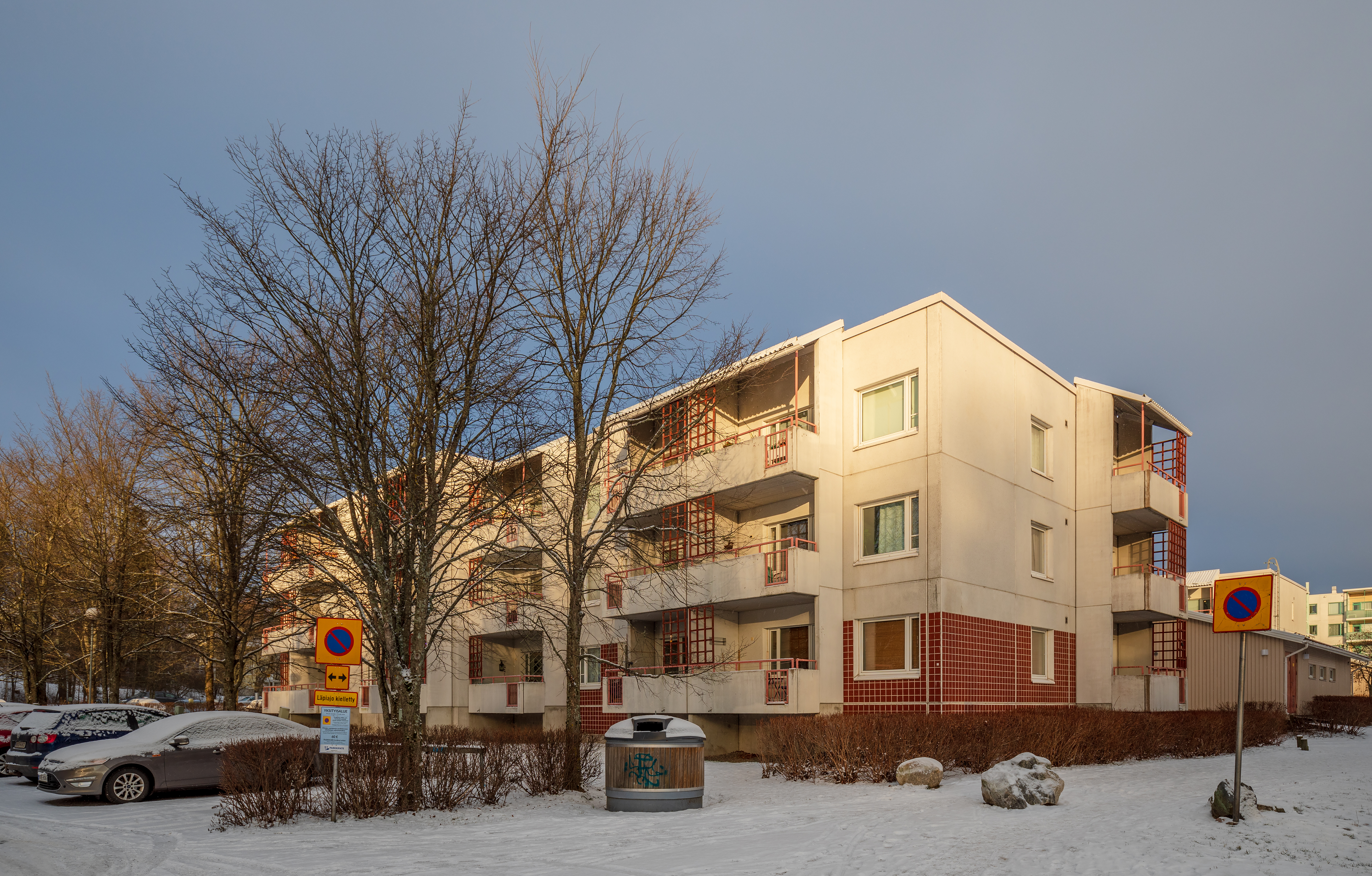
Peijaksentie, années 1990
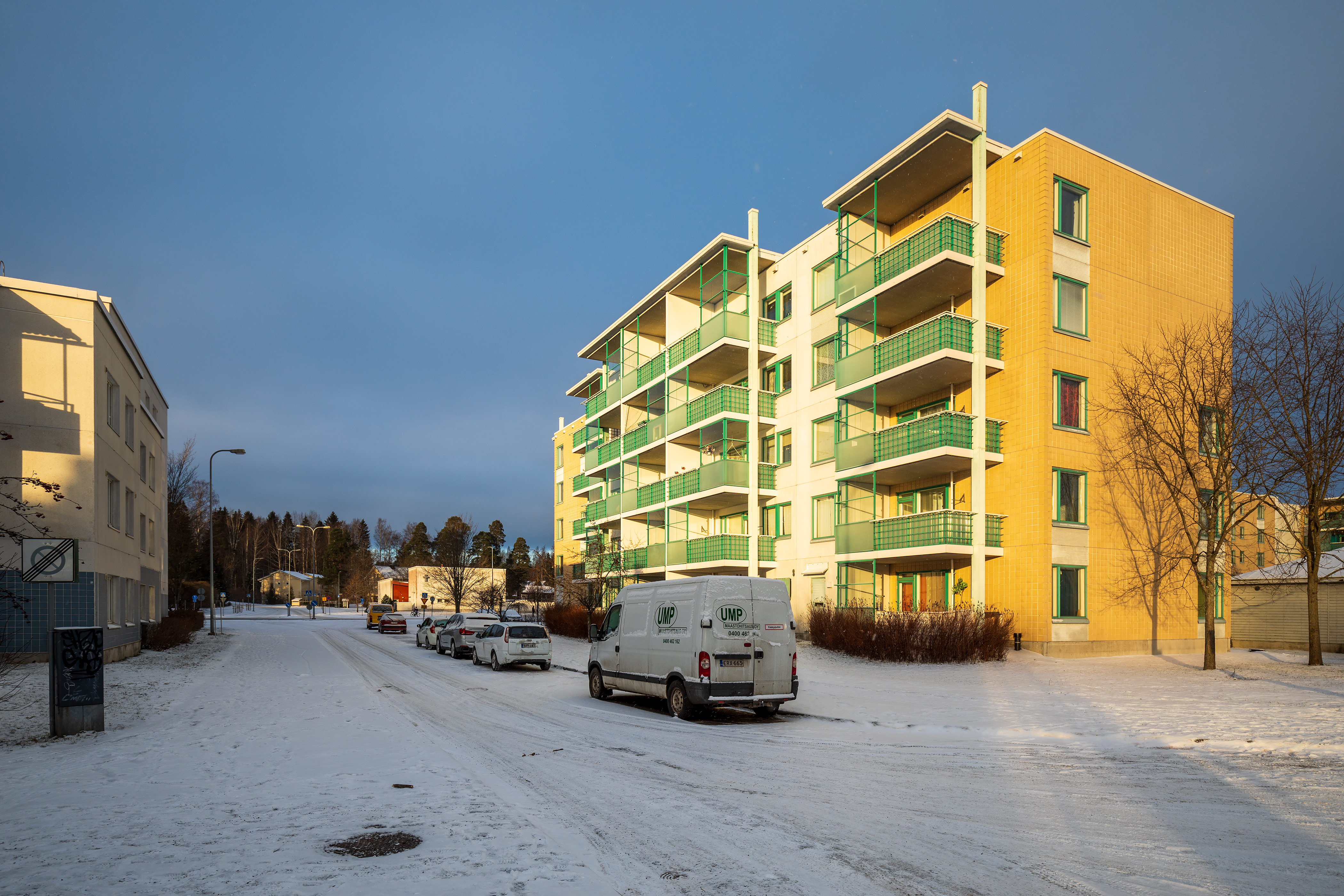
Viidakkokuja, années 2000

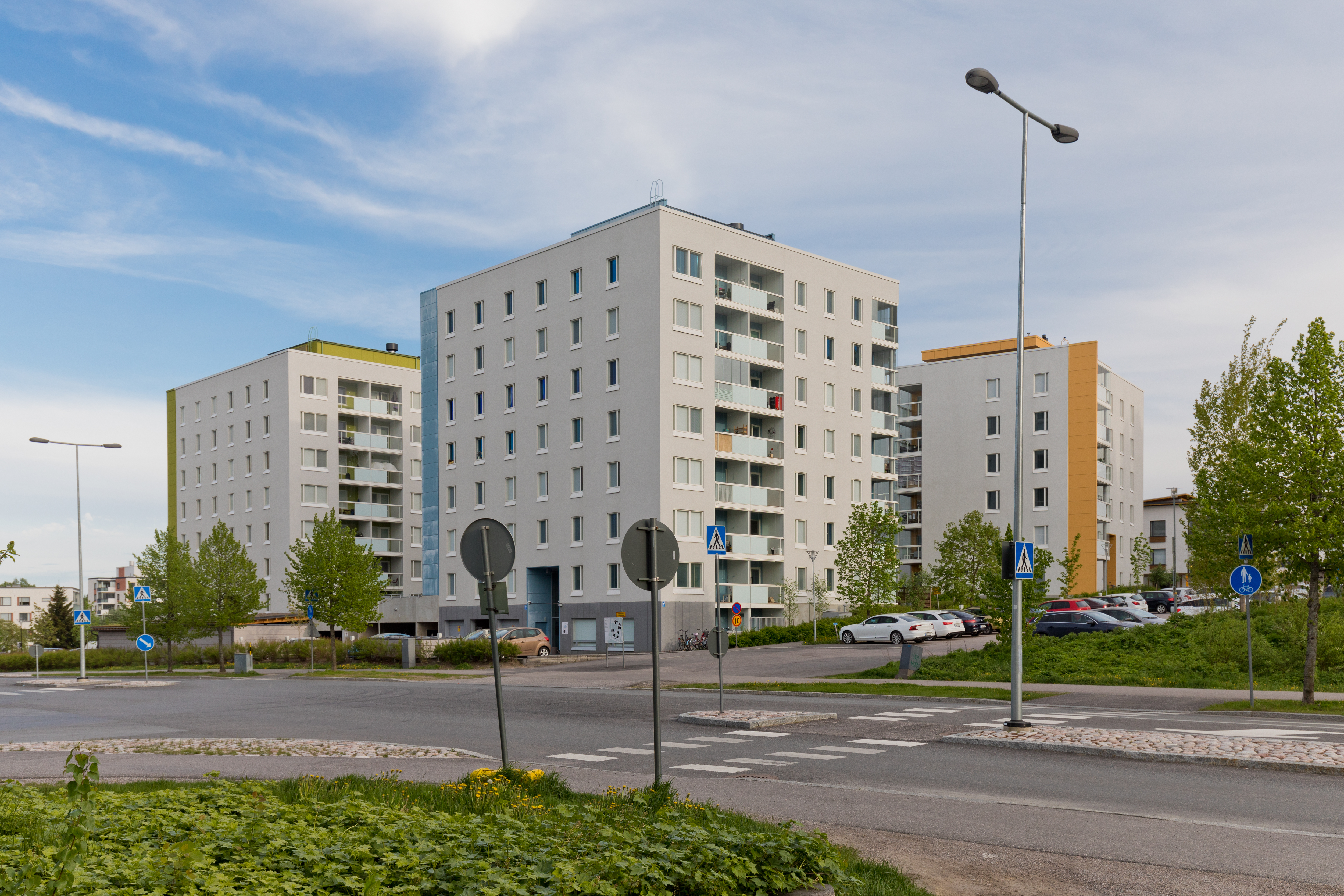
Valtimotie, années 2010
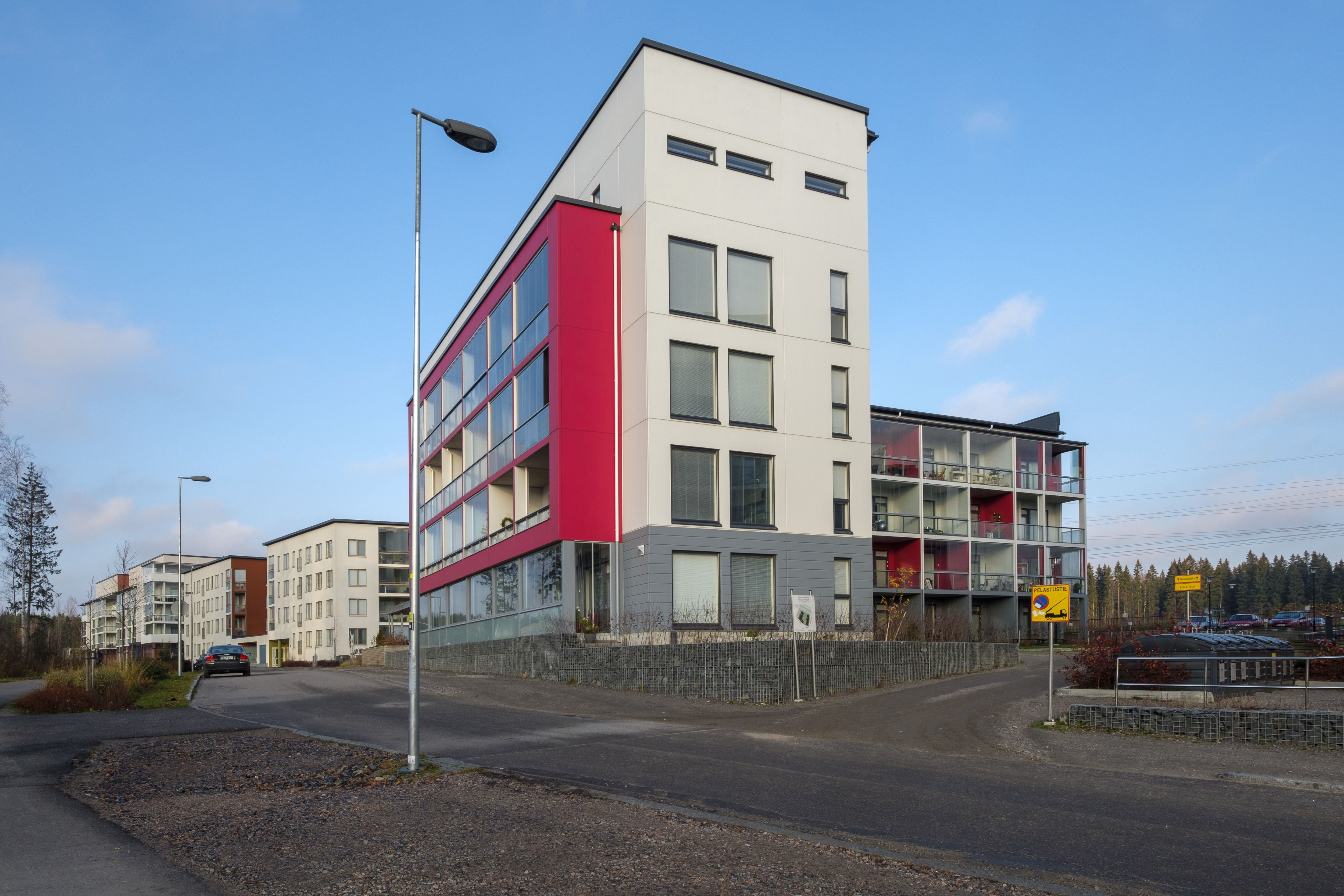
Lipstikkakuja, années 2020
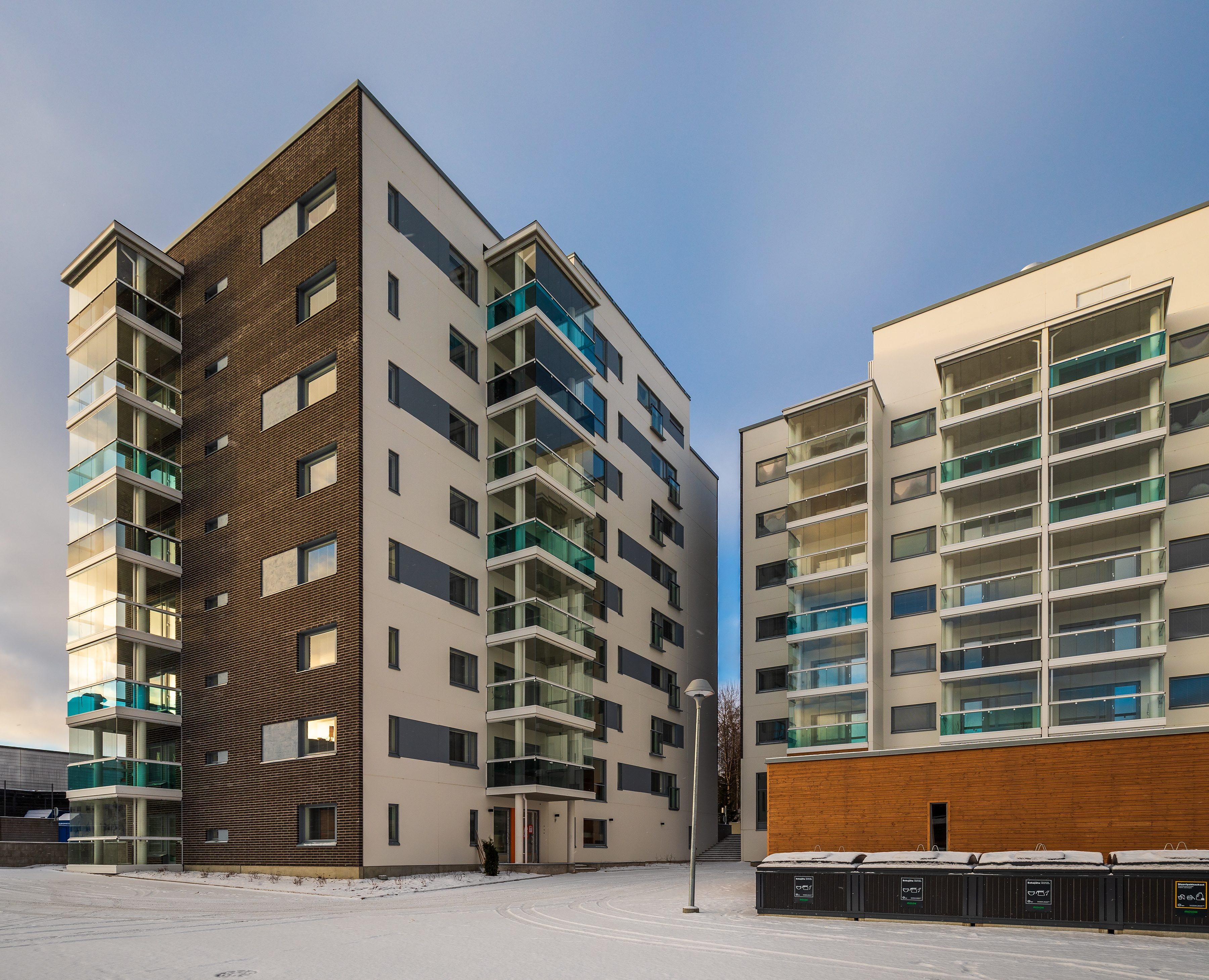
Ojalehdonkuja, années 2020